# 오시다 (사르데냐)
오시다(Osidda, 사르데냐어: Osidde)는 이탈리아 사르데냐 주 누오로도에 있는 코무네 (지자체)로, 칼리아리에서 북쪽으로 약 140 킬로미터 (87 mi), 누오로에서 북서쪽으로 약 25 킬로미터 (16 mi) 떨어져 있다.
오시다는 다음 지자체와 접해 있다: 비티, 부두소, 눌레, 파타다.